# 俣木盾夫
俣木 盾夫（またき たてお、1939年3月2日 - ） は、日本の実業家。大手広告代理店・電通グループの代表取締役会長。鹿児島県出身。

## 経歴
- 1939年3月2日 - 鹿児島県に生まれる
- 1957年3月 - 東京都立九段高等学校卒業
- 1962年
  - 3月 - 立教大学文学部卒業
  - 4月 - 電通入社、東京本社営業局地方部勤務
- 1979年1月 - 同新聞雑誌局地方部長
- 1985年10月 - 同新聞雑誌局次長兼中央部長
- 1987年6月 - 同新聞局長
- 1991年4月 - 同入船第八営業局長
- 1993年6月 - 取締役
- 1995年6月 - 常務取締役
- 1997年6月 - 専務取締役
- 1999年6月 - 取締役副社長
- 2000年6月 - 代表取締役副社長
- 2002年6月27日 - 代表取締役社長
- 2007年6月28日 - 第3代 代表取締役会長
- 2015年11月 - 旭日重光章受章[1]。